# Harpactes fasciatus
Harpactes fasciatus е вид птица от семейство Трогонови (Trogonidae). Видът е незастрашен от изчезване.

## Разпространение
Разпространен е в Индия и Шри Ланка.